# 에드워드 보스코언
에드워드 보스코언(Edward Boscawen, 1711년 8월 19일 - 1761년 1월 10일)은 영국 해군의 제독, 추밀원 고문, 하원 의원. 1758년 루이스버그 전투, 1759년의 라구스 해전 등 18세기의 해전에서 수많은 승리를 거둔 것으로 알려져 있다. 메노르카섬 해전에서 적과의 교전에 실패하여 군법회의에 회부되어 사형을 선고받은 존 빙 장군의 처형 집행명령서에 서명한 장교로 이름을 남기고 있다. 정치적으로는 1742년에서 투루로 선출직 하원 의원을 맡았지만, 해군 생활이 중심이었기 때문에, 특히 두드러진 활동은 하지 않는다. 또한 1751년부터 해군 본부위원회 위원, 1758년부터는 추밀원 고문도 역임하여 모두 평생 동안 재임했다.

## 어린 시절
에드워드 보스코언 경은 영국 콘월주 토리고스넌에서 태어났다. 초대 팰머스 자작, 휴 보스코언과 그의 아내 샬럿 사이에 태어난 셋째 아들이었다. 바다에 대한 동경으로 12살부터 해군에 입대했다.
1726년 4월 3일에 60문함 ‘슈퍼브 함’(HMS Superb)에 승선하여, 프란시스 호지어 장군 밑에서 서인도 제도로 파견되었다. 영국-스페인 전쟁이 벌어진 3년여간 보스코언은 이 배를 타고 근무했다. 다음 3년은 지중해 함대의 찰스 웨이저 장군의 하에서 ‘캔터베리 함’(HMS Canterbury), ‘헥터 함’(HMS Hector), ‘나무르 함’(HMS Namur)에 승선을 했다. 영국 스페인 전쟁을 종결시킨 세비야 조약 체결 후 카디스와 리보르노를 항해했을 때에도 ‘나무르 함’에 승선하고 있었다. 1732년 5월 25일 대위로 승진하였고, 같은 해 8월, 과거 근무함인 지중해 함대의 44문 4등급함인 ‘헥터 함’에 다시 승선했다. 1735년 10월 16일 ‘헥터 함’에 승선한 후 70문 3등급 함 ‘그라프’로 근무하면서 승진을 했다. 1736년 3월 12일, 대령으로 승진, 존 노리스 장군에 의해 50문함 ‘레퍼드 함’(HMS Leopard)의 임시 지휘관에 임명되었다. 이 승진은 해군 본부 위원회가 추인하였다.
1738년 6월에는 20문 6등급 함 ‘쇼럼 함’(HMS Shoreham)의 지휘권을 부여받았다. 이후 스페인과의 전쟁에 대비하여, 서인도 제도로 향하는 에드워드 버논 장군과 동행하도록 명령받았다.